# آيت موسى أو حند (آيت سيدي موسى أولياس)
آيت موسى أو حند هو دُوَّار يقع بجماعة واد إفران، إقليم إفران، جهة فاس مكناس في المملكة المغربية. ينتمي الدوّار لمشيخة آيت سيدي موسى أولياس التي تضم 5 دواوير. يقدر عدد سكانه بـ 48 نسمة حسب الإحصاء الرسمي للسكان والسكنى لسنة 2004.

## وصلات خارجية
- البوابة الوطنية للجماعات الترابية
- المندوبية السامية للتخطيط